# بيفرلي بندر
بيفرلي بندر (بالإنجليزية: Beverly Bender)‏ هي موضحة علمية ‏ أمريكية، ولدت في 4 يناير 1918، وتوفيت في 13 أغسطس 2012.